# Saint-Jean-le-Blanc (Calvados)
Saint-Jean-le-Blanc é uma ex-comuna francesa na região administrativa da Normandia, no departamento de Calvados. Estendeu-se por uma área de 15,18 km². Em 2010 a comuna tinha 341 habitantes (densidade: 22,5 hab./km²).
Em 1 de janeiro de 2017 foi fundida com as comunas de Lassy e Saint-Vigor-des-Mézerets para a criação da nova comuna de Terres de Druance..